# Палацо Пити
Палацо „Пити“ (на италиански: Palazzo Pitti) е внушителен ренесансов дворец във Флоренция, Италия. Намира се в района Олтрарно, недалече от Понте Векио.
Първоначалното ядро на сградата датира от 1458 г. като градска резиденция на банкера Лука Пити. През 1549 г. дворецът е закупен от сем. Медичи и става основна резиденция на великите херцози на Тоскана, първо Медичи и от 1737 г. Хабсбург-Лотаринги. След обединението на Италия той играе ролята на кралски дворец за Савойския дом през петте години, в които Флоренция е столица на Кралство Италия (1865 – 1870). През 1919 г. крал Виктор Емануил III го дарява на Италианската държава – оттогава той е държавен музей.
В Палацо Пити се помещава важна група музеи: Палатинската галерия, подредена според критерия на картинната галерия от XVIII век, с шедьоври на Рафаело и Тициан, Монументалните апартаменти, Aпартаментът на Херцогинята на Аоста и Апартаментите на Принца на Неапол (обикновено затворено за туристи), Галерията за модерно изкуство (с творбите на движението на Макиайолите) и други специализирани музеи: Съкровищницата на Великите херцози, посветена на приложното изкуство, Музеят на модата и на облеклото – най-големият италиански музей, посветен на модата, Музеят на порцелана и Музеят на каретите. Дворецът се допълва от Градина „Боболи“ – един от най-добрите примери за италианска градина в света.
От 2014 г. Министерството на културното наследство и дейности на Италия обединява двореца, градината и галерията „Уфици“ в рамките на една администрация, създавайки Галерии Уфици – ново образование със специална автономия.
През 2022 г. Палацо „Пити“ има 650 612 посетители, което го прави един от най-посещаваните музеи в Италия.

## История

### Семейство Пити и изграждане
По времето на построяването си Палацо „Пити“ е най-голямата и най-разкошната резиденция във Флоренция. 
Лука Пити е съперник на семейство Медичи. Той желае по-забележителна резиденция от тази, наскоро издигната от Микелоцо за Козимо Стари, въпреки че не успява да я завърши поради политическия и икономически колапс, както и поради огромните си дългове. Традицията, предадена от Джорджо Вазари (без други доказателства), гласи, че сем. Пити се обръщат към Филипо Брунелески около 1440 г., избирайки проекта, отхвърлен от Козимо де Медичи за Палацо „Медичи“, защото е считан за твърде грандиозен и предизвикващ завист, и заместен от по-премерения проект на Микелоцо. Легендата разказва, че Лука Пити поисква прозорците на новия дворец да бъдат по-големи от главната порта на двореца на Козимо и дворът да може да съдържа целия Палацо „Строци“ (въпреки че Палацо „Пити“ има само три страни, гледащи към двора, а не четири). Действителната реализация, която има малко общо с трезвостта на Филипо Брунелески (починал 12 години по-рано) и изглежда по-сходна с указанията в трактата De re aedificatoria („Относно изграждането“) на Леон Батиста Алберти, се отнася повече до класическата римска тържественост. Официално архитект е Лука Фанчели, ученик и сътрудник на Брунелески.
Поради проблеми с проекта работата по двореца е временно прекъсната. Това прекъсване е „подпомогнато“ от неблагоприятната съдба на Лука Пити в политиката. Освен това, подобно на сем. Строци, които в надпреварата да надминат Медичите задлъжняват фатално и трябва да оставят част от Палацо „Строци“ недовършена, сем. Пити също се оказва във финансови затруднения и работите са прекъснати през 1465 г. Семейството обаче живее в сградата от 1469 г., и след смъртта на Лука Пити (1472 г.).

### Медичите – велики херцози на Тоскана
Впоследствие съдбата на сем. Пити не става по-благоприятна. През 1549-1550 г. Буонакорсо Пити продава Палацо „Пити“ на Елеонора ди Толедо, съпруга на Козимо I де Медичи и дъщеря на вицекраля на Неапол. Елеонора смята Олтрарно за по-здравословен от претъпкания градски център на северния бряг. Тя страда от белодробни кръвоизливи, тъй като е болна от туберкулоза, а децата ѝ също имат лошо здраве (две от тях умират като бебета). Освен това, тъй като е свикнала с придворния живот и светлината на Неапол, тя се чувства задушена от теснотата на Палацо „Медичи“ и структурата с няколко прозорци на Палацо Векио, които са първоначалните ѝ домове във Флоренция.
По този начин дворецът става главната резиденция на Медичите, без всъщност да промени името си. Той дава началото на необикновеното възраждане на квартал Олтрарно, тъй като благородническите семейства в града подражават на великите херцози, като се състезават да построят благороднически резиденции върху току-що създадените ул. „Маджо“ и ул. „Серали“. Самият Палацо „Пити“ е обект на мащабни реставрационни дейности, поверени на експертните ръце на Бартоломео Аманати и Николò Триболо (в допълнение към вечно присъстващия Джорджо Вазари), продължени в началото на века от Бернардо Буонталенти. Други разширения на оригиналната структура са извършени през XVII век: разширение на фасадата на Пиаца „Пити“ (1618-1631) и добавянето на Фонтана на лъва, украсен с короната на Великия херцог на Медичите по заповед на Козимо III (1696 г.).
Дворът на Аманати понякога е сцена за извънредни събития, като например морската битка между двадесет турски и християнски кораба (заради което дворът е наводнен, докато достигне дълбочина от почти два метра) или тържествата за сватбата между Фердинандо I де Медичи и Кристина Лотарингска през 1589 г.
Спорадични допълнения и модификации са правени често от различните обитатели на сградата от други архитекти: например през XVIII век Джузепе Руджери добавя двете странични крила, които обгръщат площада, според вдъхновен от Франция модел на курдоньора.

### Лотаринги, Наполеон и Савоя
Франц I Лотарингски не харесва Флоренция и никога не се установява там. Синът му Петер Леополд II е първият велик херцог, който се посвещава на управлението на Тоскана, наред с други неща с големи реформи, които значително модернизират града и държавата.
В началото на XIX век дворецът е използван и от Наполеон Бонапарт като резиденция за преминаването му през града по време на неговото управление на Италия. Впоследствие, с връщането на Тосканските Хабсбург-Лотаринги, са извършени различни разширения, включително подреждането на предните кръгови кръстовища и изграждането на вътрешно стълбище от архитекта Паскуале Почанти. Забележителни са произведенията, изпратени от Палацо „Пити“ във Франция по време на наполеоновите грабежи. Според каталога, публикуван в Bulletin de la Société de l'art français от 1936 г., „Житие на Яков“ и „Житие на Муций Сцевола“ от Бонифачо Веронезе са изпратени, но са изгубени по пътя и никога не достигат местоназначението си. „Моисей, пресичащ Нил“ на Паоло Веронезе също е изгубена по пътя. Подобна съдба сполетява „Светото семейство“ на Анибале Карачи, която никога не пристига на местоназначението си. „Портрет на мъж“ от Бартоломеус ван дер Хелст достига Париж и е изложен в Музея на Наполеон, но нейните следи се губят, когато Канова работи за връщането на творбите.
През 1833 г., при Леополд II, части от двореца са отворени за обществеността като музей.
Лотарингите се оттеглят след гласуването, което решава анексията на Тоскана към Пиемонт в процеса на обединението на Италия, като по този начин дворецът преминава в ръцете на Савойския дом.
Виктор Емануил II живее там от 1865 г., когато Флоренция става столица на Италия, до 1871 г., когато се премества в двореца Квиринал в Рим, новата столица. От савойската епоха, наред с други неща, остава в Тронната зала в Палацина дела Меридиана фреската „Геният на Савойския дом представя Италия пред събранието на други нации“ от Анибале Гати.

### Съвременна епоха
На 22 юли 1952 г. Палацо „Пити“ вижда раждането на италианската висша мода с историческото модно шоу в Бялата зала. Наред с девет модни къщи (Роберто Капучи, Винченцо Фердинанди, Джермана Маручели, Джованели-Шара, Антонели, Вана, Кароза, Полинобер и Йоле Венециани) дефилират и шестнадесет компании за облекло за свободното време и за бутикова мода (Емилио Пучи, Мирса, Аволи, Луиза Спаньоли, Емилия Белини, Габер, Амелия, Бриони, Ефе Дзета, Посенти, Валдитевере, Форменти, Гланс, Елиглао и Теситриче дел Изола). Много младата Ориана Фалачи, изпратена от седмичника „Епока“, разказва вълнуващата история.
След различни реставрации, през 1980 – 1990 г. в двореца са настанени шест музея, разделени на различни изложбени теми: Палатинската галерия и Монументалните апартаменти на белетажа, Музеят на среброто и Музеят на каретите на приземния етаж, Галерията за модерно изкуство на втория етаж и Галерията за костюми в Палацина дела Меридиана. В другите извънмузейни крила има пространства, отваряни само за изложби и събития, реставрационни лаборатории, складове и офиси.
С реформата на Франческини от 2014 г. Палацо „Пити“ влиза под специалното управление на Галерии „Уфици“, с един директор, нает само от Министерството, без посредничеството на началник. Оттогава има промени: тъй като Музеят на каретите е затворен в продължение на десетилетия и маршрутът на Монументалните апартаменти е преоразмерен (става ограничен до една зала като продължение на маршрута на Палатинската галерия), Музеят на среброто променя името си Съкровищница на великите херцози.

## Описание

### Фасада и двор
Първоначално Палацо „Пити“ има седем прозореца както на първия, така и на втория етаж, и позволява влизане през цели три порти (сред които страничните са превърнати в „коленичещи“ прозорци по време на преструктурирането на Бартоломео Аманати). Фасадата е съставена според фиксиран модул, който се повтаря по ширината на отворите и в разстоянието между тях; умножен по две дава височината на отворите, а по четири – височината на етажите.
Новост е наличието на площад пред сградата – първият построен площад пред частен дворец във Флоренция, който позволява фронтален и центриран изглед отдолу, според привилегированата гледна точка, определена и от Леон Батиста Алберти. Допирната точка с модела на Палацо „Медичи“ в стил „Брунелески/Микелоцо“ е предната фасада от полегат груб камък, развиващ се в ширина със седем прозореца, с централна порта, която след тъмен проход води в голям двор, водещ до монументалното стълбище към горните етажи.
От 1616 г. започва конкурс за разширяване на частта от сградата на площада, който е спечелен от Джулио Париджи, племенник на Аманати. Париджи извършва разширението на корпуса на фасадата от 1618 г. и то е завършено от сина му Алфонсо Париджи през 1631 г.
През 1560 г. е направено първото разширение на сградата от Аманати, който построява, наред с други неща, внушителния многоетажен двор с оригиналния и безпрецедентен мотив на стъпалата, редуващи се по всички повърхности (мотив, широко разпространен в други европейски дворци, като например Люксембургския дворец в Париж, вдъхновен от Палацо „Пити“).
Подреждането на градините започва още през 1551 г. от Николо Триболо. Оригиналният дизайн на градините е съсредоточен върху централен амфитеатър, който е построен чрез използване на естествената форма на хълма, където често се поставят комедии и трагедии с класическо вдъхновение, като например някои, написани от Джован Батиста Чини, докато декорите са проектирани от дворцовия архитект Балдасаре Ланчи.

През 1565 г. Вазари построява известния Коридор „Вазари“, за да свърже Палацо „Пити“ с Палацо Векио, минавайки през църквата Санта Феличитà, Понте Векио и Уфици.
Междувременно, между 1558 и 1570 г., Аманати създава монументално стълбище за белетажа (първия етаж) и разширява задните крила на сградата към градината, като по този начин обхваща двора и го затваря от западната страна от тяло, увенчано с тераса, до която се излиза от благородните апартаменти на първия етаж. От тази гледна точка той е обърнат към хълма Боболи на еднаква височина, доминиращ над склона. На терасата е поставен голям фонтан, по-късно, през 1641 г. наречен Фонтана дел Карчофо, проектиран от асистента на Джамболоня, Джовани Франческо Сузини. Във вътрешния двор по-късно е построена екстравагантна пещера с варовити сталактити и статуи на херувими, плуващи в басейна, наречен „Пещера на Мойсей“. Голямата пещера на Буонталенти се намира в градината, в непосредствена близост до първия изход на Коридор „Вазари“. Самият Джорджо Вазари започва работата, спирайки се в долната част на фасадата, но конструкцията ѝ се дължи главно на Бернардо Буонталенти, който я построява между 1583 и 1593 г. по поръчка на Франческо I де Медичи: съставена е от три среди, характеризиращи се с фантастични декорации, които свързват заедно живопис, скулптура и архитектура, илюзионистични ефекти и водни игри.
Построен по заповед на Козимо I през 1560 г., Параклисът на реликвите (осветен през 1616 г.) е съхранявал скъпоценните реликварии от колекциите на Великия херцог. Вътре е имало шкафове, украсени с рисувани панели от Джовани Биливерт, Филипо Таркиани, Фабрицио Боски и Матео Росели, и съдържащи литургични или светски предмети и кутии, изработени от Джован Батиста Фоджини, Масимилиано Солдани Бенци и Джузепе Антонио Торичели.

### Палатинска галерия
Палатинската галерия се намира на белетажа в левия ръкав на сградата, където се намират едни от най-красивите зали в целия комплекс. След величественото стълбище на Аманати се стига до залите, използвани предимно от Великия херцог както за негова лична резиденция, така и за публични изслушвания. Маршрутът на изложбата започва във вестибюла и продължава с някои зали, посветени на скулптурата (интересни са бюстовете на великите херцози, преди всичко на Козимо I, изобразен като римски император) и на стари мебели, като Sala degli Staffieri, Галерията на статуите и Sala del Castagnoli, отвъд която галерията започва вляво. Следващите зали носят името си по темата на стенописите, които ги украсяват по сводовете. Цикълът е посветен на гръко-римската митология, но също така прославя династията на Медичите според точна и артикулирана символна система. По-специално, митологичните сюжети представляват примери, които загатват за темата за живота и образованието на принца и представляват фундаментално произведение на барока във Флоренция, което оказва дълбоко влияние върху местните художници от XVII  век нататък. Стенописите в първите пет зали са изрисувани от най-известния художник на времето – Пиетро да Кортона, докато останалите стаи са дело на неокласически художници от първата половина на XIX век.
Превъзходната колекция от картини е съсредоточена върху периода на Късния ренесанс и Барока – златния век на самия дворец, и е най-важният и обширен пример в Италия за „квадрерия", където, за разлика от един модерен музей, картините не са изложени със систематични критерии, а чисто декоративни, покриващи по-голямата част от повърхността на стената в симетрични шарки.
Следователно оформлението е много вярно на оригиналното оформление, поръчано от великия херцог Леополд II между края на 18. и началото на XIX век. По-специално, през този период са предприети стъпки за подреждане в двореца на част от творбите на огромното наследство на Медичите. Те не могат всички да бъдат изложени в Уфици поради физическото пространство, оставяйки там, най-общо и с нужните изключения, творби от първия период на Ренесанса до началото на 16. век.
Подредбата на галерията с картини, подсилена с богати резбовани и позлатени рамки, има за цел да възхити и посетителите на приемните зали. Освен с картини залите са обогатени и от скулптури и части от скъпоценни мебели, като например масите и шкафовете, красиво инкрустирани с полускъпоценни камъни според изкуството на opus sectile, практикувано от XVII век от Фабриката за твърди камъни.
В края на самата галерия серия от зали е част от Монументалните апартаменти, които някога са образували отделен музей.

### Монументални апартаменти
Монументалните апартаменти са музеен комплекс, съставен от 14-те зали на Кралските апартаменти и 6-те зали на Апартамента на гоблените, които се простират на първия етаж на сградата съответно в централната и южната страна на основната сграда и в задната част на южното странично крило на архитектурния комплекс.
Всички тези 14 зали са използвани от семейство Медичи и техните наследници през вековете, в които Великият херцог на Тоскана пребивава тук. По-специално тези зали на първия етаж в дясното крило са предназначени за престолонаследника, докато управляващият Велик херцог живее в лявото крило (където се помещава Палатинската галерия). Съпругата на принца пък живее в съответното странично крило, граничещо с Апартаментите на принца. Декорацията и обзавеждането се променят много от епохата на Медичите, често с декорации и стилистични решения, типични за семействата, впоследствие пребиваващи там, като Хабсбург-Лотаринги и Савоя (след обединението на Италия, по време на периода на Флоренция като столица). Преобладаващият аспект е датиращият от Умберто I и Маргарита Савойска, благодарение на реставрация, завършена през 1993 г., които живеят там от 1865 г. През 1912 г. част от двореца – тази, която вече е отворена като музей от времето на Лотарингите, преминава към Държавата, а Савоя запазват само поредицата от зали, в които сега се помещава Галерията за модерно изкуство, за техните случайни посещения в града до 20-те години на XX век.
За разлика от разкошните представителни зали на Палатинската галерия тези зали са по-малки и имат малко по-интимна и позната атмосфера, като същевременно запазват големия разкош. Сред старинното обзавеждане са леглата с балдахин и друго спално обзавеждане, което не се среща в никоя друга стая на сградата. Комплектът от предмети, гоблени и мебели е частично донесен от Савоя, обединявайки тук предметите от различните италиански дворци, които са наследили от другите управляващи домове на Италия, преди всичко от Лука и от Парма. Що се отнася до живописта, интересна е поредицата от портрети на Медичите, предимно от художника Юстус Сустерманс.

### Апартамент на принцовете
След реставрацията залите, наречени Апартаментът на принцовете, са отново отворени за обществеността. Там са живели синовете на Фердинандо I и Кристина Лотарингска: Козимо, Франческо, Филипо, Карло и Лоренцо.

### Палацина дела Меридиана
Крилото, известно като Палацина дела Меридиана (Малък дворец на слънчевия часовник), е построено от името на Петер Леопол II Лотарингски от 1776 г. на южната страна на сградата. Работата е започната от архитекта Гаспаре Паолети, който работи до 1813 г., подпомаган от Джузепе Качали. Десетилетие по-късно е завършена от Паскуале Почанти, който създава южната фасада, оборудва сградата с нови стаи и ръководи програмата за декорация.
През 2007 г., след повече от век, сградата е отворена отново, което позволява да се възхитиш на слънчевия часовник, дело на Винченцо Вивиани, и на стенописите, които Антон Доменико Габиани създава за Великия принц Фердинандо.

### Казино дел Кавалиере
В сградата, намираща се на една от най-високите точки на Градина „Боболи“, се помещава Музеят на порцелана, открит през 1973 г. 
Колекцията от порцелан е много стара, с експонати, дадени на Великите херцози от други европейски суверени или поръчани от самите тях. Много произведения са събрани от Лотарингите, особено от Петер Леополд II и Фердинанд III. Въпреки това сърцето на колекцията до голяма степен е пренесено във Флоренция от Савойците, обединявайки в Палацо Пити колекциите на някои дворци, „наследени“ след обединението на Италия, като Херцогския дворец в Парма и дворците в Пиаченца и в Сала Баганца. Изложените екземпляри принадлежат на най-известните европейски производители, които от XVIII век успяват да подражават на техниките на този изключителен материал, дотогава единствен прерогатив на китайските и на японските производители.

### Съкровищница на великите херцози
Съкровищницата на великите херцози (до 2015 г. наричана Музей на сребърните изделия) е създадена през втората половина на XIX век. Помещава се в северното странично крило на основното тяло на сградата, в рамките на което се простира в 14 зали на приземния етаж (Летни апартаменти, достъпни от двора на Буонталенти) и 13 зали на мецанина отгоре. Музеят се нарича още Съкровищницата на Медичите, въпреки че някои предмети датират от по-късната епоха на Хабсбург-Лотарингите. Той съдържа огромна колекция от безценно злато, сребро, кристал, слонова кост и произведения от полускъпоценни камъни. В него се съхранява и ценна колекция от камеи и инталии, принадлежали на Медичите, днес частично прехвърлени в Националния археологически музей на Неапол и Националния археологически музей на Флоренция след сложни исторически и династични събития.

## Градина „Боболи“
Градина „Боболи“ днес е исторически парк във Флоренция. Роден като градината на Великия херцог в Палацо „Пити“, той също е свързан с Форт „Белведере“ – военен аванпост за безопасността на суверена и семейството му. Градината, която посреща над 800 000 посетители всяка година, е един от най-важните примери за италианска градина в света и е истински музей на открито, поради архитектурно-ландшафтната обстановка и колекцията от скулптури, вариращи от Римската античност до XX век.
Изградена е между XVI и XIX век от Медичите, след това от Хабсбург-Лотарингите и Савойците, и заема площ от около 45 000 m². През годините нови части с различни оформления са добавени към първото оформление на късноренесансовия стил, видимо в най-близкото до сградата ядро: по оста, успоредна на сградата, се ражда перспективната ос на виотолоне, от която тръгват чакълести пътеки, водещи до езера, фонтани, нимфеуми, малки храмове и пещери. Забележително е значението, което статуите и сградите придобиват в градината, като например павилиона Кафехаус от около 1776 г. (рядък пример за Рококо в Тоскана), който позволява да се насладиш на гледката към Флоренция, или Лимоная, все още в оригиналния лотарингски зелен цвят.
Градината има четири входа, които могат да се използват от обществеността: от двора на Палацо „Пити“, от Форт „Белведере“, от ул. „Романа“ (входа Анналена) и от площадчето на Порта Романа, както и допълнителен изход към Пиаца Пити.
Като цяло градините имат неясно удължена триъгълна конфигурация, със стръмни склонове и две почти перпендикулярни оси, които се пресичат близо до Фонтана на Нептун, който се откроява на фона на панорамата. 
Започвайки от централните пътеки на осите, се развиват серия от тераси, алеи и пътеки, перспективни гледки със статуи, пътеки, поляни, затворени градини, сгради и стари розови храсти, в неизчерпаем източник на любопитни и сценографски среди. Тук се намира и Фонтанът на мостачини-те на Ромоло дел Тада (1619 – 1621), чиято поредица от малки водопади е свидетелство от XVII век за древните поилки за птици-примамки, използвани в практиката на ловене на птици. Има и поредица от древни подземни акведукти, които захранват целия комплекс.
Част от градината е посветена на колекцията от камелии, която започва през XVII век и която благодарение на работата на градинарите в наши дни е частично възстановена след период на упадък. Между 2000 г. и 2005 г. Градината на Горната ботаника е в центъра на поредица от реставрационни и почистващи интервенции на външната и вътрешната среда, за да се направи сградата отново функционална.